# Dugo
Dugo ( né Andre Szenes Dugo le 4 mai 1895 à Szolnok et décédé en 1957 aux États-Unis) est un peintre et illustrateur hongrois, satiriste et auteur de livre pour enfants.

## Biographie
Après des études d'architecture et avoir fait la première guerre mondiale dans l’armée hongroise, il fait des études de dessins à Munich. Il expose au Hagen-bund de Vienne (1928) et collabore aux journaux Simplicissimus et Jugend.
Il vit plusieurs années à Paris où il expose et réalise des caricatures pour Le Rire.
En 1939, il émigre aux États-Unis.

## Œuvres (illustrations)
- Maurice Tahon, Physiologie du contribuable, Kieffer, 1936 ;
- Théophile Gautier, Mademoiselle de Maupin, Limited édition club, New York, 1943.